# 1530
- Wikisource

| Calendário gregoriano                                                        | 1530 MDXXX                                           |
| Ab urbe condita                                                              | 2283                                                 |
| Calendário arménio                                                           | 979 – 980                                            |
| Calendário bahá'í                                                            | -314 – -313                                          |
| Calendário budista                                                           | 2074                                                 |
| Calendário chinês                                                            | 4226 – 4227 Início a 29 de janeiro (aproximadamente) |
| Calendário copta                                                             | 1246 – 1247                                          |
| Calendário etíope                                                            | 1522 – 1523                                          |
| Calendários hindus - Vikram Samvat - Calendário nacional indiano - Cáli Iuga | 1585 – 1586 1451 – 1452 4630 – 4631                  |
| Calendário Holoceno                                                          | 11530                                                |
| Calendário islâmico                                                          | 936 – 937                                            |
| Calendário judaico                                                           | 5290 – 5291                                          |
| Calendário persa                                                             | 908 – 909                                            |
| Calendário rúnico                                                            | 1780                                                 |
| Calendário solar tailandês                                                   | 2073                                                 |

1530 (MDXXX, na numeração romana) foi um ano comum do século XVI do Calendário Juliano, da Era de Cristo, a sua letra dominical foi B (52 semanas), teve início a um sábado e terminou também a um sábado.
| Ano completo                   |
| ------------------------------ |
| Ano comum com início ao sábado |

## Eventos
- Formação da Ordem dos Cavaleiros de Malta pelo Papa Clemente VIII
- Felipe de Melanchtan, discípulo de Lutero, redigiu a Confissão de Asburgo, definindo o credo dos protestantes.
- Fundação da Ermida de São Mateus dos Altares,[1] erigida por Margarida Valadão, filha de João Valadão, um dos primeiros povoadores da ilha Terceira.

## Nascimentos
- Janeiro

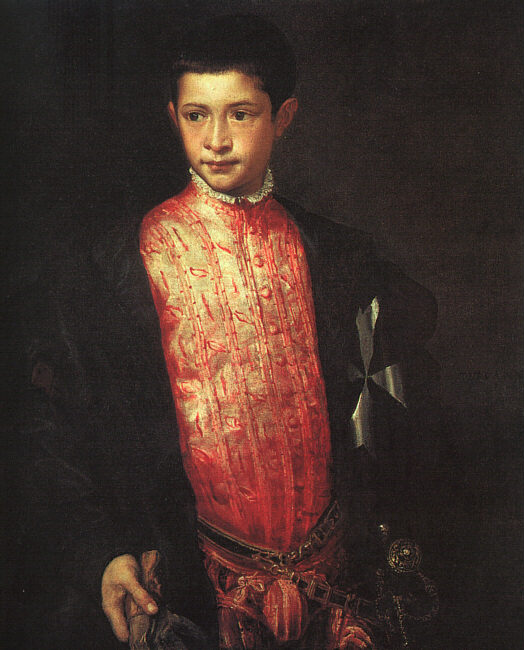
Ranuccio Farnese
(1530-1565)

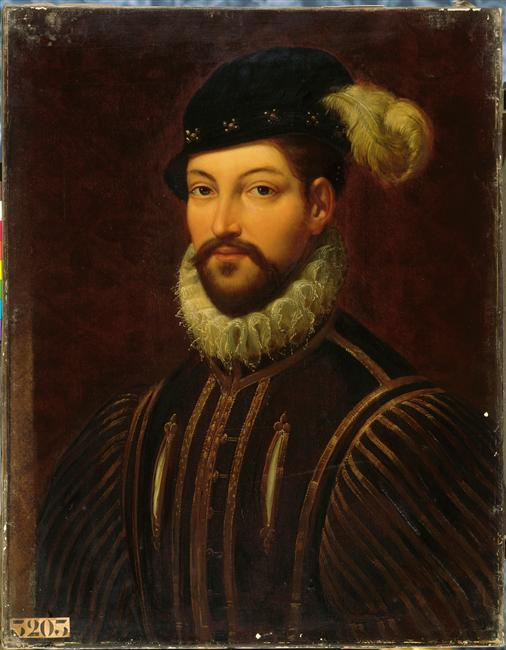
Gabriel de Lorges
(1530-1574)

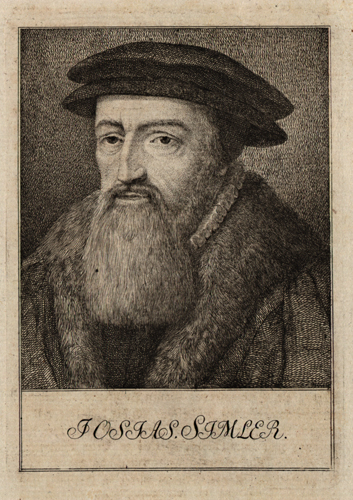
Josias Simmler
(1530-1576)

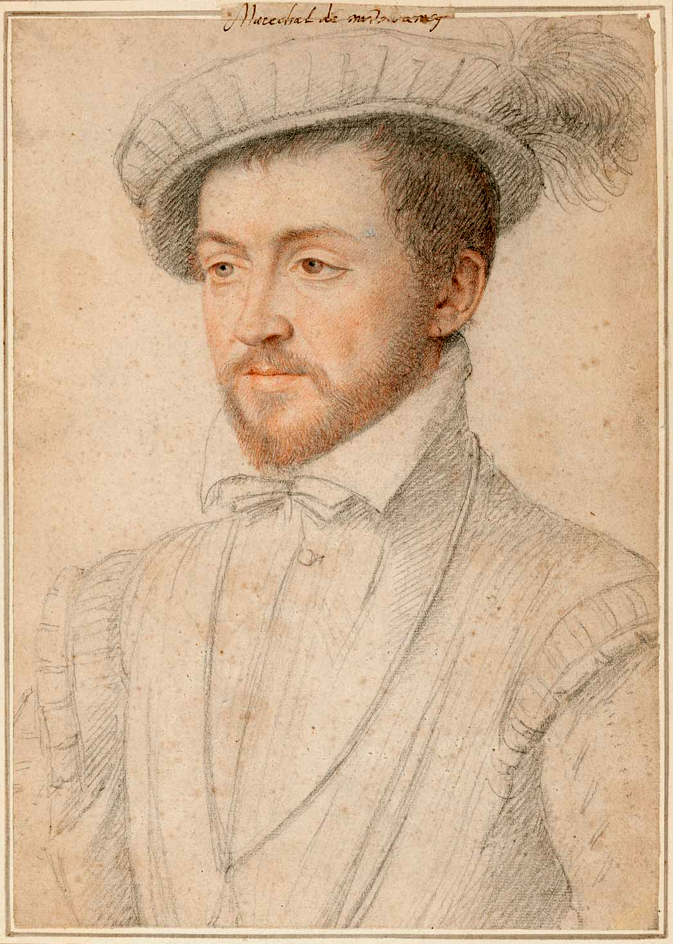
François de Montmorency
(1530-1579)

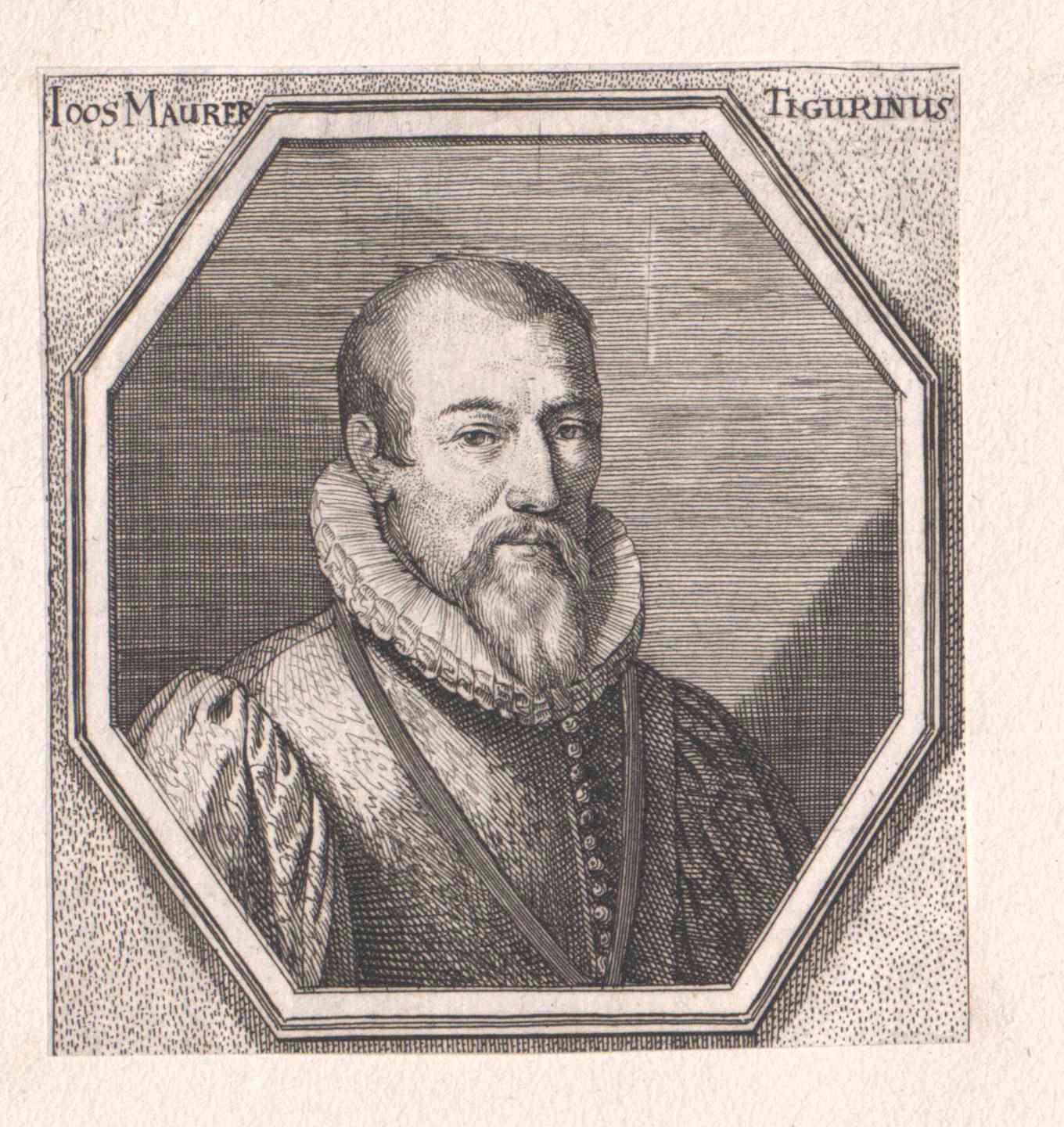
Jos Murer (1530-1580)

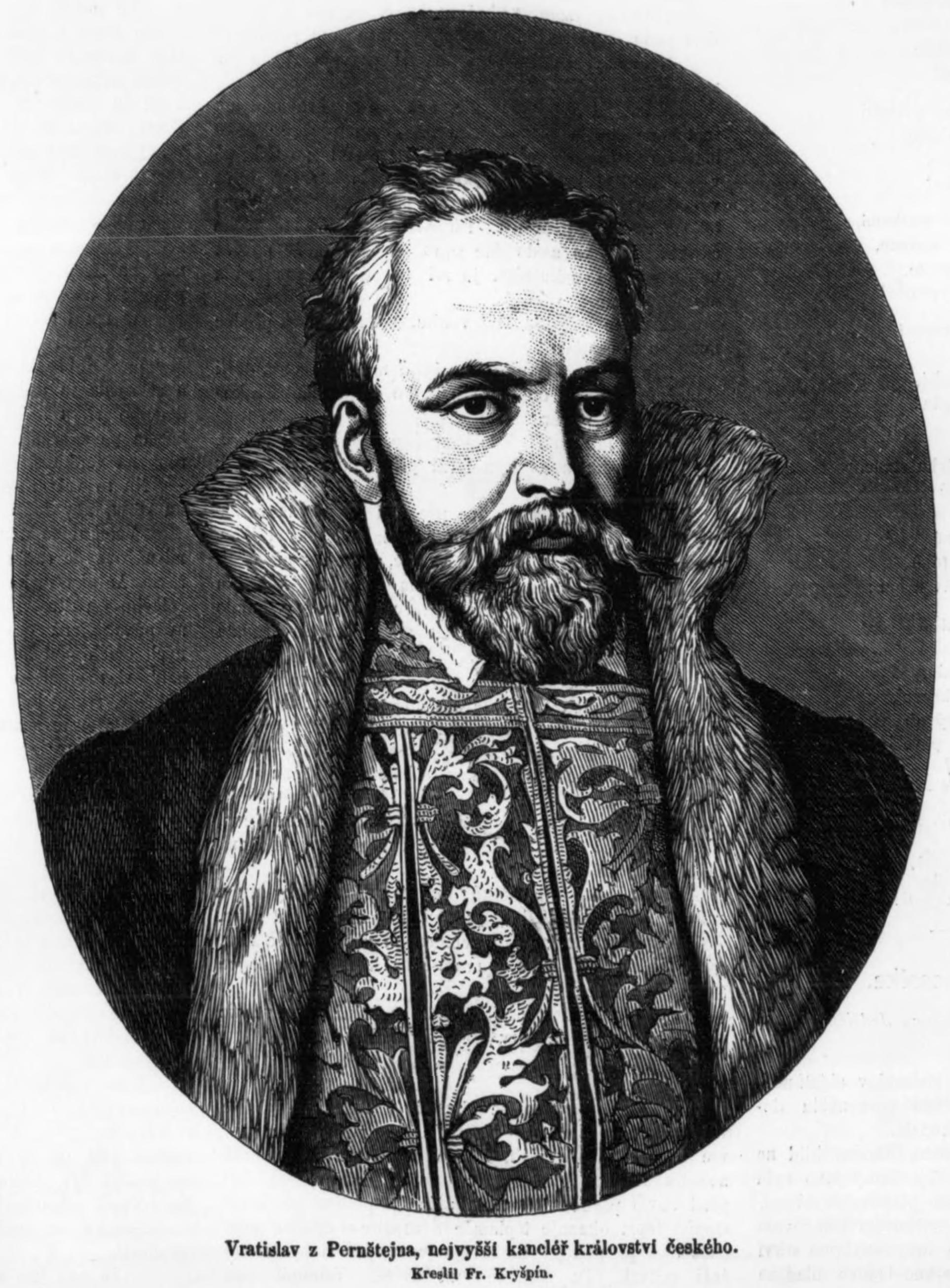
Vratislav de Pernstein
(1530-1582)

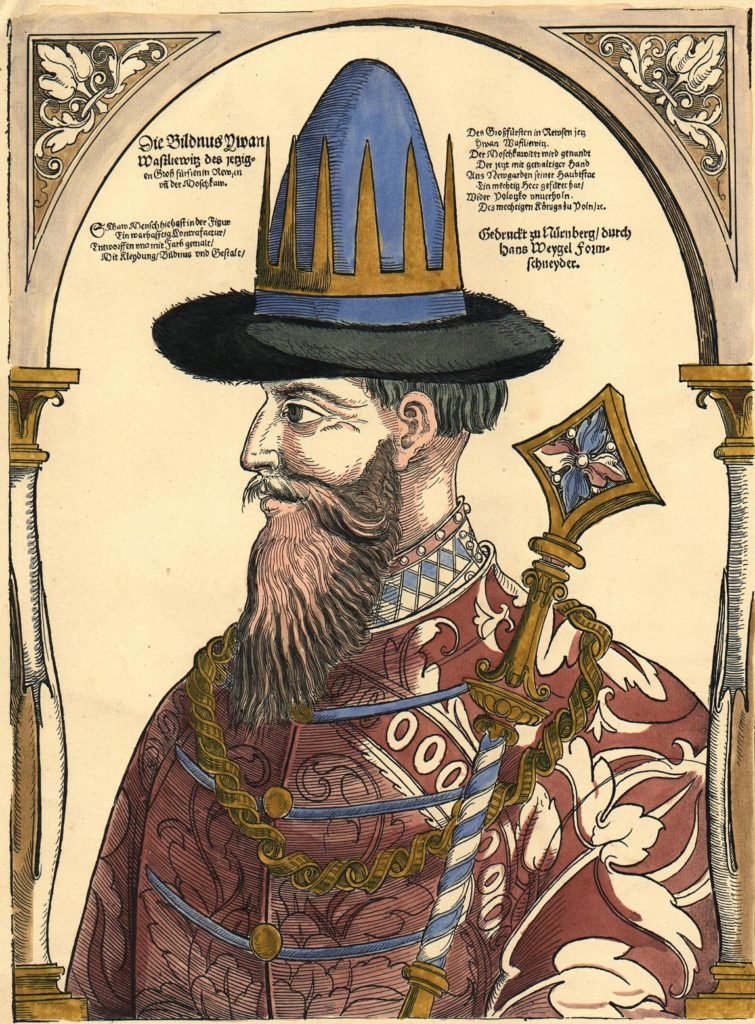
Ivan IV, O Terrível
(1530-1584)

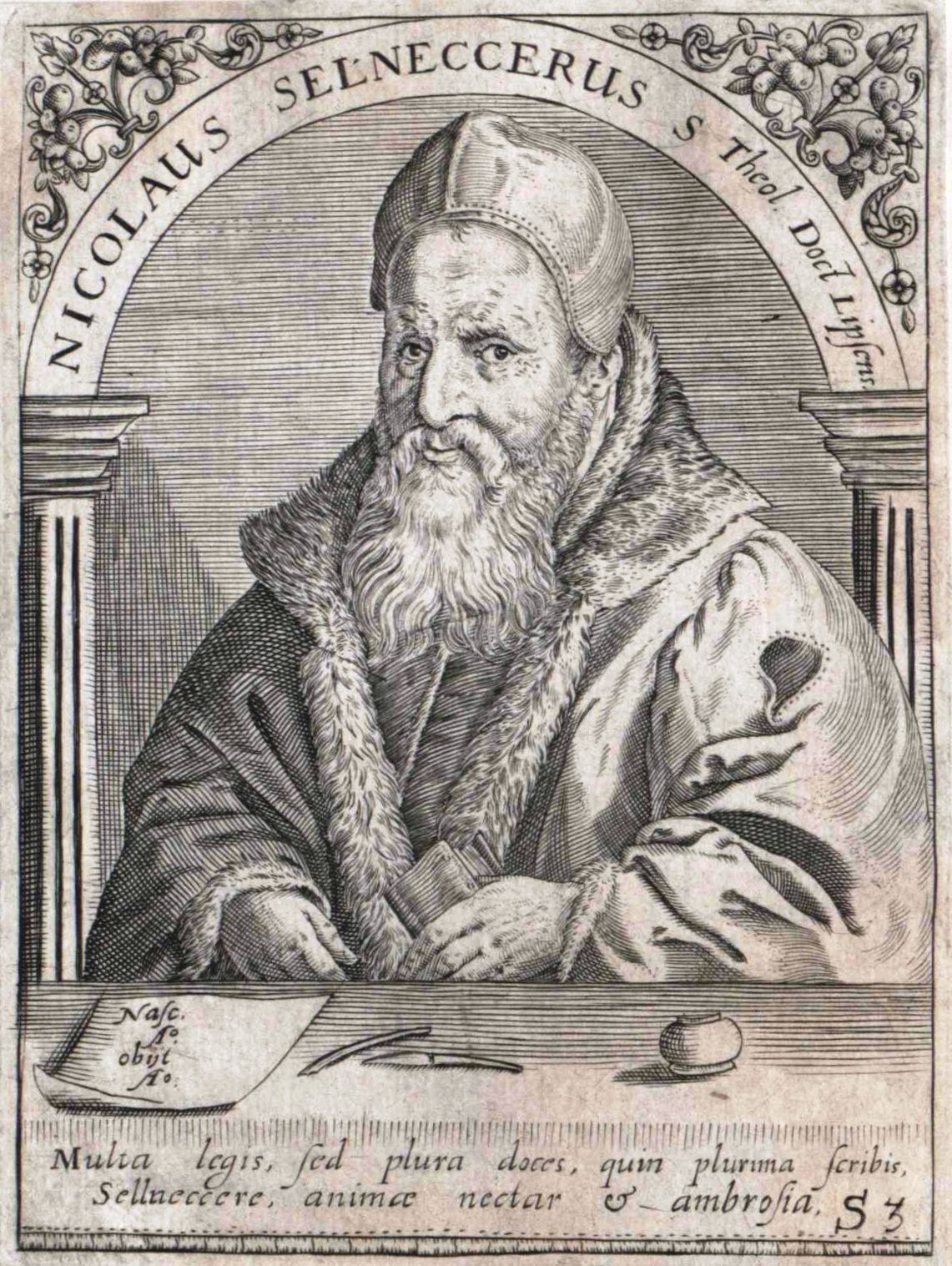
Nikolaus Selnecker (1530-1592)

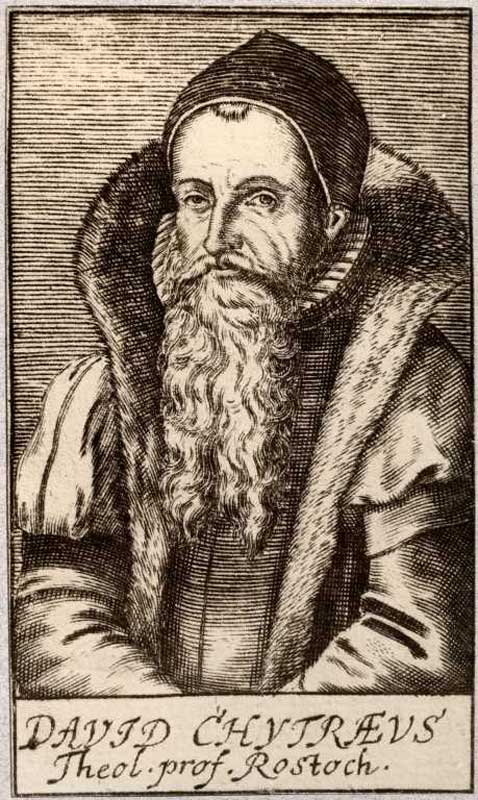
David Chyträus
(1530-1600)

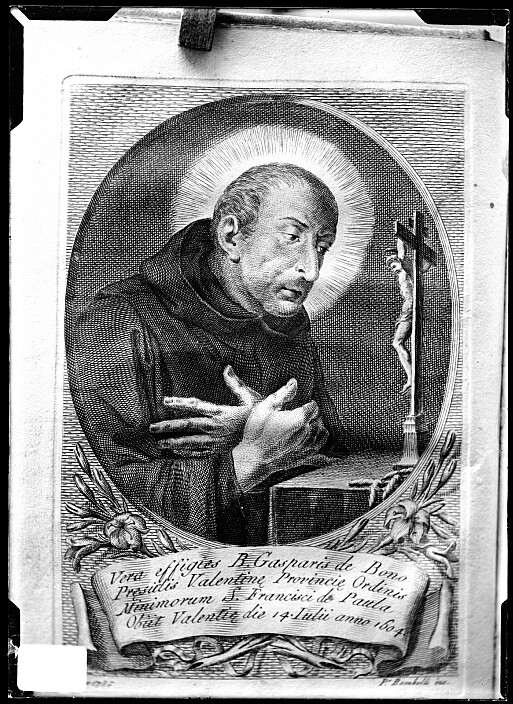
Gaspare de Bono
(1530-1604)

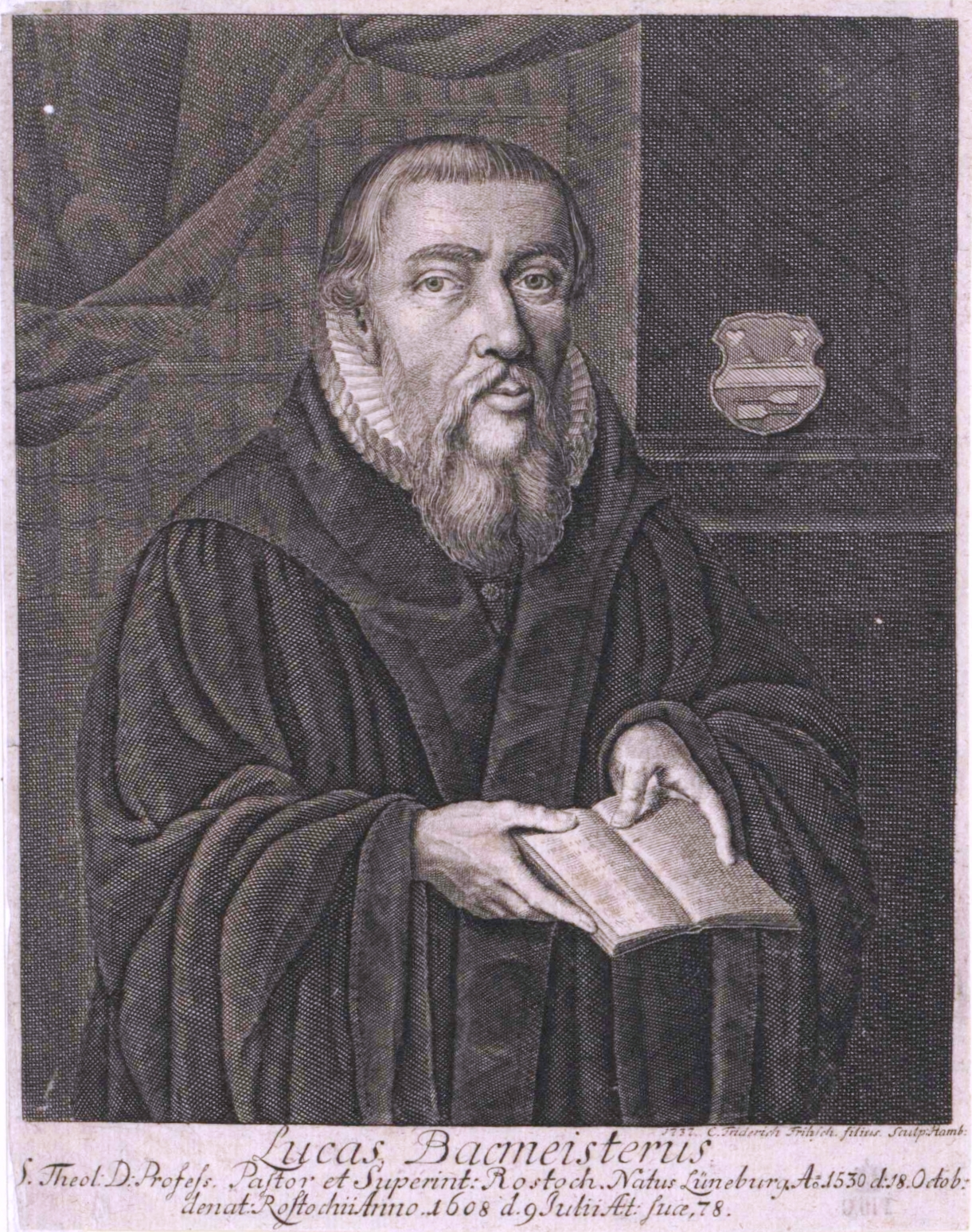
Lucas Bacmeister
O Velho
(1530-1608)

  - 03 de Janeiro - David Pfeifer, chanceler e jurista alemão (m. 1602).
  - 05 de Janeiro - Gaspare de Bono, beato e sacerdote espanhol (m. 1604).
  - 14 de Janeiro - Stanislaus Bornbach, cronista polonês (m. 1597).
  - 20 de Janeiro - Valentin Forster, jurista alemão (m. 1608).
  - 23 de Janeiro - Johannes Andreas Fabricius, teólogo evangélico, filólogo e reitor em Nordhausen. (m. 1576).
  - 31 de Janeiro - Otomo Sorin, 大友 宗麟, daimyo cristão japonês (m. 1587).
- Fevereiro
  - 11 de Fevereiro - Eberhard, Conde de Solms-Lich,  (m. 1600).
  - 17 de Fevereiro - Ludwig III, Conde de Löwenstein-Wertheim,  (m. 1611).
  - 18 de Fevereiro - Uesugi Kenshin, 上杉 謙信, samurai e guerreiro japonês (m. 1579).
  - 23 de Fevereiro - Onofrio Panvinio, historiógrafo e arqueólogo italiano (m. 1568).
  - 26 de Fevereiro - David Chyträus, humanista, teólogo e historiador alemão (m. 1600).
  - 27 de Fevereiro - William Eure, 2º Barão Eure, negociador político (m. 1594).
- Março
  - 11 de Março - Johann Wilhelm I., segundo filho de Johann Frederick, Eleitor da Saxônia (1503-1554) (m. 1573).
- Abril
  - 06 de Abril - Joachim Strupp, Joachimus Struppius, médico e historiador alemão (m. 1606).
  - 07 de Abril - Agostino Valier, cardeal italiano e Bispo de Verona (m. 1606).
  - 12 de Abril - Heinrich Moller , teólogo evangélico alemão e professor universitário (m. 1589).
  - 17 de Abril - Margarethe, Condessa de Helfenstein, filha de Ulrich XI, Conde de Helfenstein (1486-1548) (m. 1589).
  - 26 de Abril - Meinhardt von Schönberg, marechal-de-campo alemão (m. 1596).
  - 29 de Abril - Antoine de Croÿ, filho de Philippe II de Croÿ (1486-1549) (m. 1530).
- Maio
  - 01 de Maio - Andreas Balduinus , diácono em Freiberg (m. 1616).
  - 05 de Maio - Gabriel de Lorges, Conde Montgomery, comandante francês, que feriu acidentalmente Henrique II da França (m. 1574).
  - 07 de Maio - Louis de Bourbon I, Príncipe de Condé, general protestante francês (m. 1569).
  - 13 de Maio - Jakob Hannibal I von Hohenems, condottiero e mercenário austríaco (m. 1587).
- Junho
  - 06 de Junho - Jan Kochanowski, poeta polonês (m. 1584).
  - 07 de Junho - Bartholomäus Schönborn, matemático, astrônomo, filólogo, físico e médico alemão (m. 1585).
  - 17 de Junho - François de Montmorency, Governador de Paris e marechal da França (m. 1579).
  - 20 de Junho - Franz Otto, Duque de Braunschweig-Luneburg,  (m. 1559).
  - 20 de Junho - Johannes Schenck von Grafenberg, médico alemão, pioneiro da Neurolinguística (m. 1598).
  - 24 de Junho - Caspar Elogius, Caspar Loy, pregador luterano alemão (m. 1593).
- Julho
  - 03 de Julho - Claude Fauchet, historiador antiquariano francês (m. 1601).
  - 09 de Julho - Vratislav von Pernstein, chanceler supremo da Boêmia (m. 1582).
  - 14 de Julho - Agnes Anne Keith, casada com Colin Campbell, 6º Conde de Argyll († 1584) (m. 1588).
- Agosto
  - 01 de Agosto - Daniel von Waldeck-Wildungen, conde e militar alemão (m. 1577).
  - 02 de Agosto - Dom Teotônio de Bragança, arcebispo de Évora (m. 1602).
  - 11 de Agosto - Ranuccio Farnese, cardeal italiano (m. 1565).
  - 14 de Agosto - Giambattista Benedetti, matemático, astrônomo e arquiteto italiano (m. 1590).
  - 22 de Agosto - Bartolomeo Spontone, compositor italiano e mestre de cappella (m. 1592).
  - 25 de Agosto - Ivan IV, O Terrível, em russo Иван Грозный, tsar da Rússia (m. 1584).
- Setembro
  - 05 de Setembro - Jos Murer, cartógrafo, pintor de vidros e dramaturgo alemão (m. 1580).
  - 06 de Setembro - Joachim I, Conde de Ortenburg,  (m. 1600).
  - 08 de Setembro - Hugo I. von Schönburg , filho de Ernst III, Herr von Schönburg-Glauchau (1486-1534) (m. 1566).
  - 09 de Setembro - Robert Elphinstone, Lord Elphinstone da Escócia (m. 1602).
  - 13 de Setembro - Georgius Nigrinus, Georg Niger, teólogo luterano alemão e escritor satírico (m. 1602).
  - 24 de Setembro - Piero Alvise, aristocrata de Veneza (m. 1592).
  - 30 de Setembro - Hieronymus Mercuriale, Girolamo Mercuriali, médico e filósofo italiano (m. 1606).
- Outubro
  - 18 de Outubro - Lucas Bacmeister, O Velho, teólogo luterano e compositor de música sacra alemão (m. 1608).
  - 21 de Outubro - Jacques Jonghelinck, escultor e medalhista flamengo (m. 1606).
- Novembro
  - Jean Bodin, Johannes Bodinus, jurista e filósofo francês, defensor do absolutismo e do direito divino dos reis. (m. 1596).
  - 01 de Novembro - Étienne de La Boétie, filósofo, jurista e humanista francês (m. 1563).
  - 06 de Novembro - Josias Simmler, teólogo, historiador e reformador alemão (m. 1576).
  - 19 de Novembro - Reinhard II, Conde de Leiningen-Westerburg, filho de Kuno II, Conde de Leiningen-Westerburg (1485-1547) (m. 1584).
- Dezembro
  - 01 de Dezembro - Bernardino Realino, jesuíta italiano (m. 1616).
  - 02 de Dezembro - Giambattista Fornovo, arquiteto italiano (m. 1585).
  - 06 de Dezembro - Nikolaus Selnecker, Nikolaus Selneccerius, teólogo luterano, reformador e historiador religioso alemão (m. 1592).
  - 12 de Dezembro - Frederico de Brandemburgo, foi como Friedrich IV, Príncipe-arcebispo de Magdeburgo e como Friedrich III, Príncipe-bispo de Halberstadt (m. 1552).
  - 13 de Dezembro - Johannes Garcaeus, O Jovem, teólogo e professor universitário (m. 1574).
  - 29 de Dezembro - Heinrich XVI von Reuss zu Gera, filho de Heinrich XIII Reuß von Greiz, O Pacífico (1464-1535) (m. 1572).

- Data Incompleta
  - Frei João Vicente da Fonseca, Arcebispo de Goa (m. 1587)

## Mortes
- Janeiro

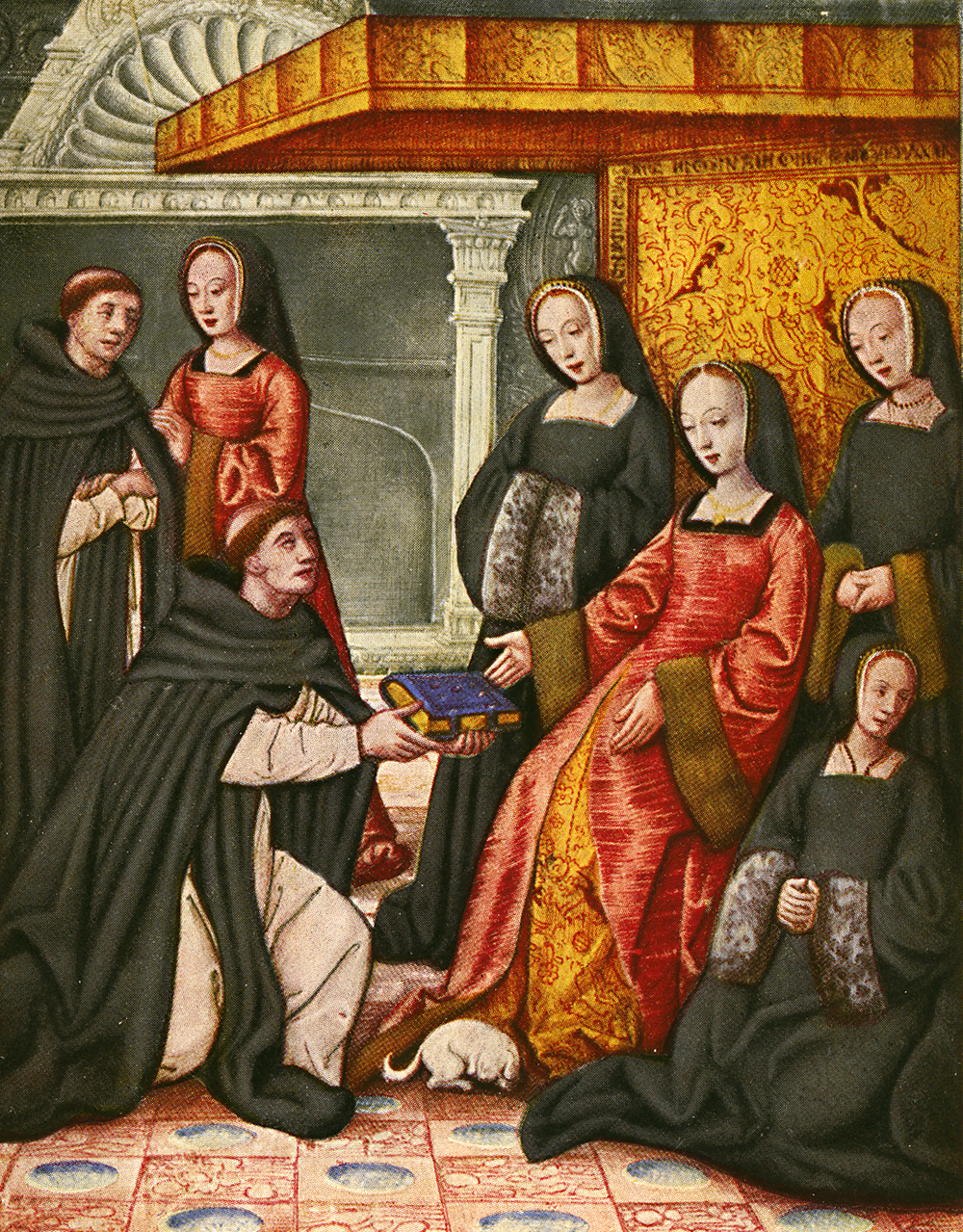
Johannes Parisiensus (1450-1530)

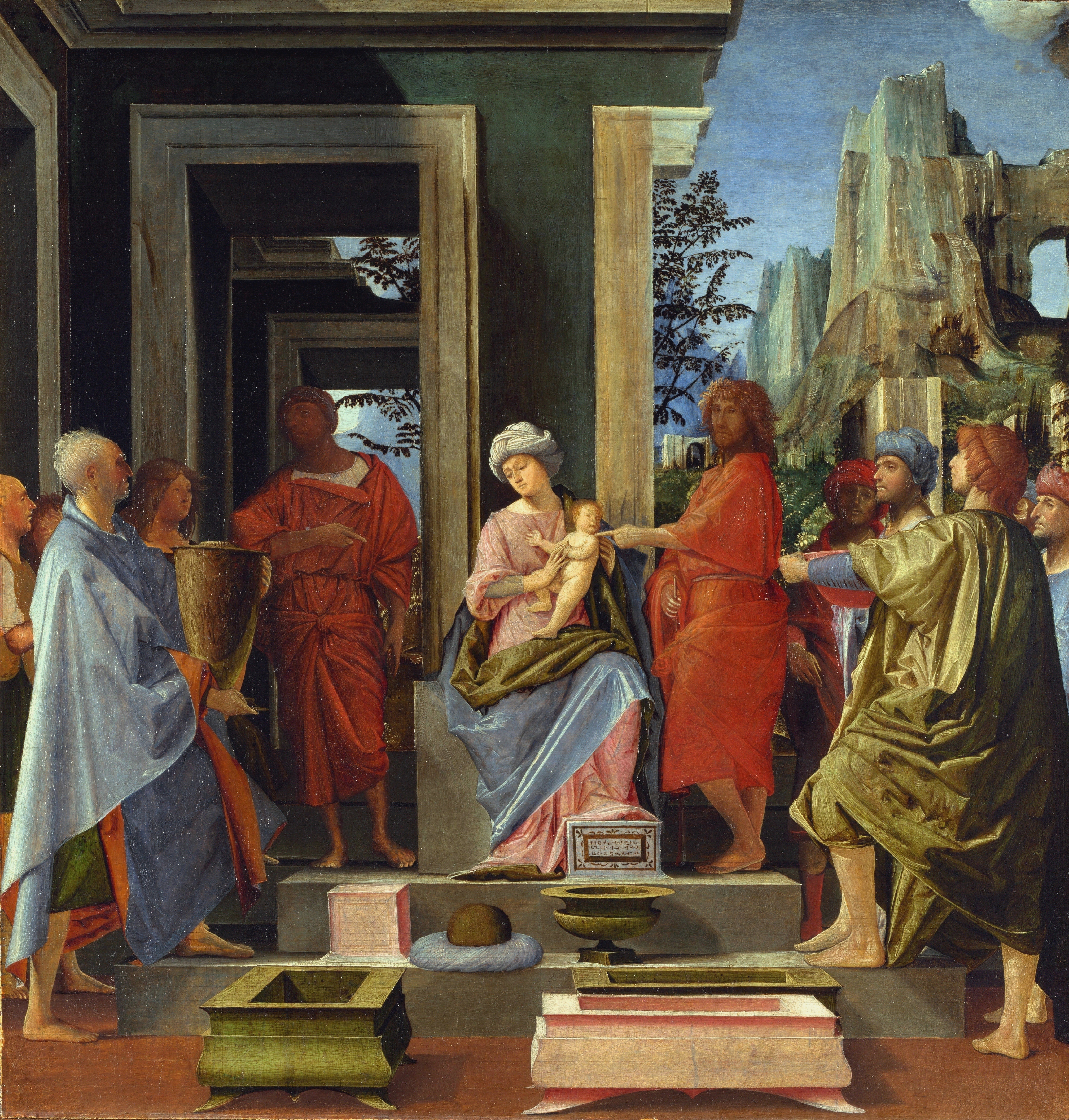
Adoração dos Magos
Bramantino (1456-1530)

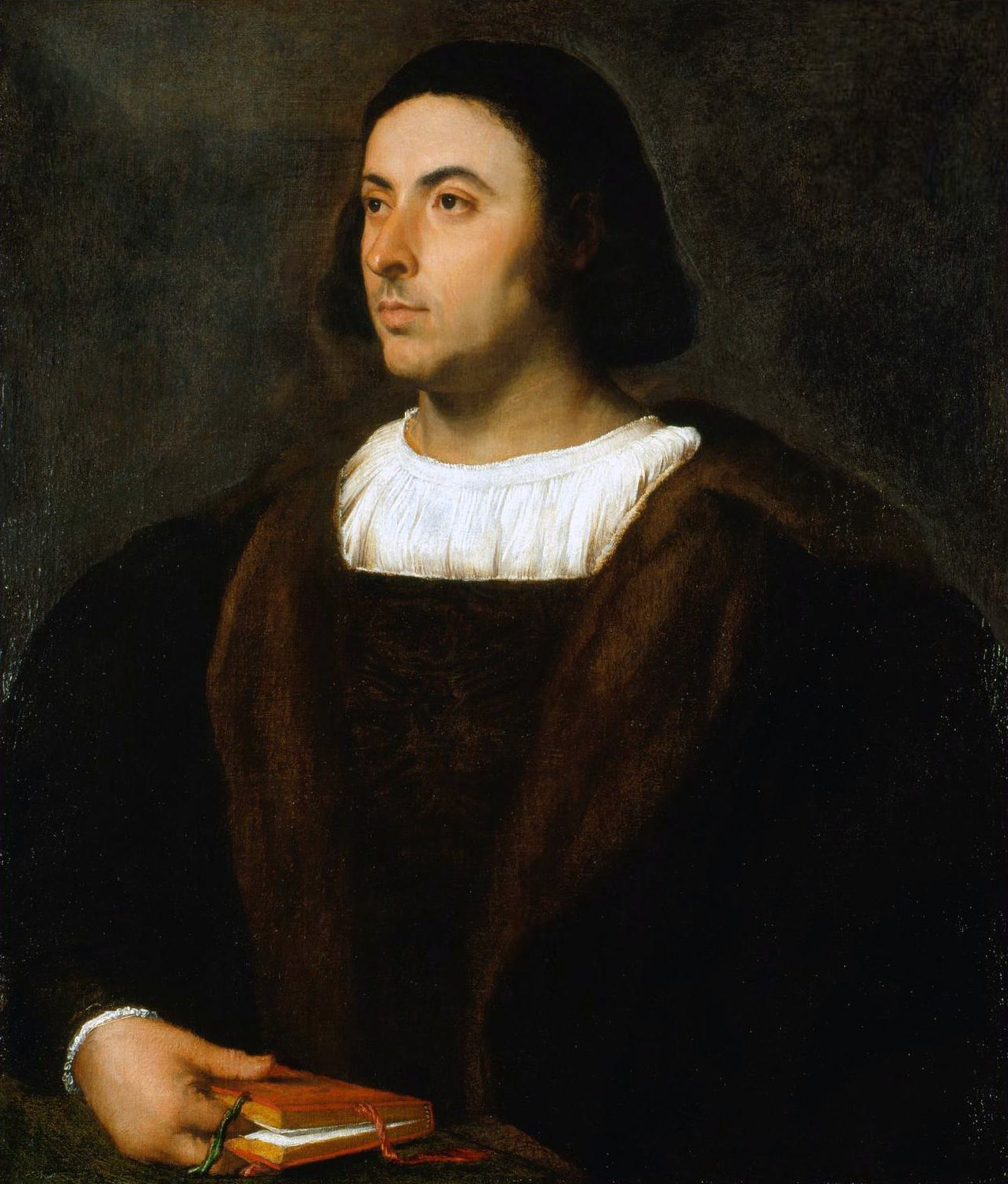
Jacopo Sannazaro
(1457-1530)

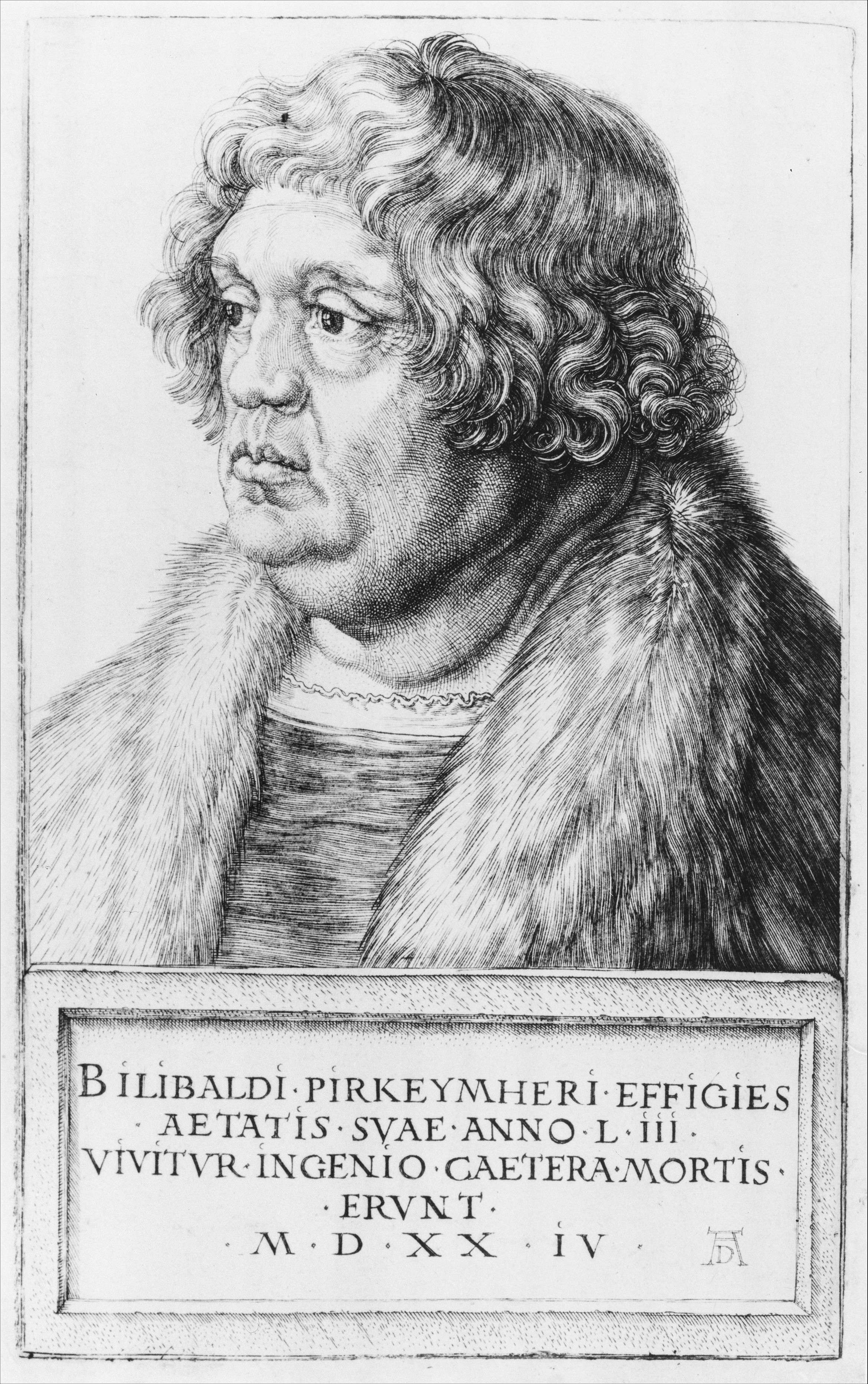
Willibald Pirckheimer
(1470-1530)

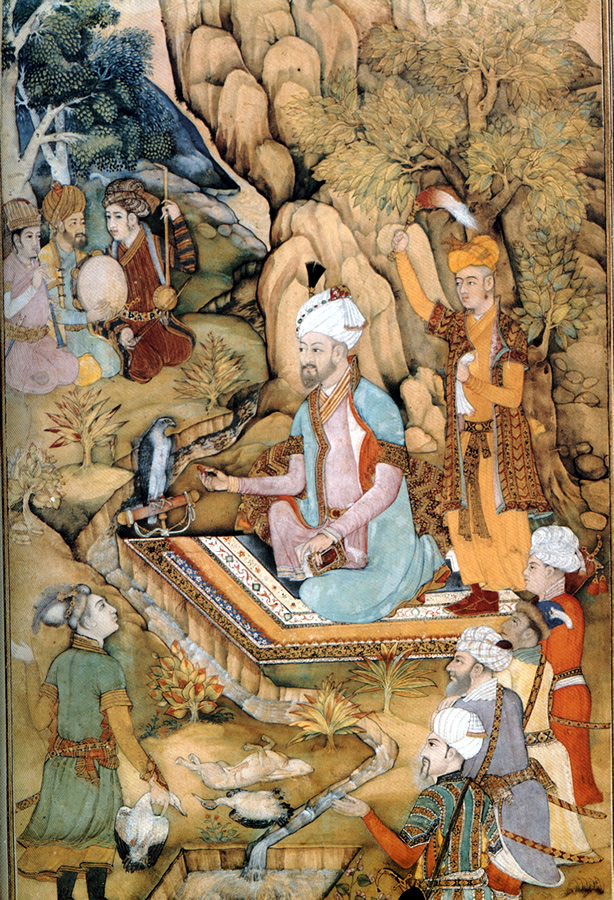
Babur (1483-1530)

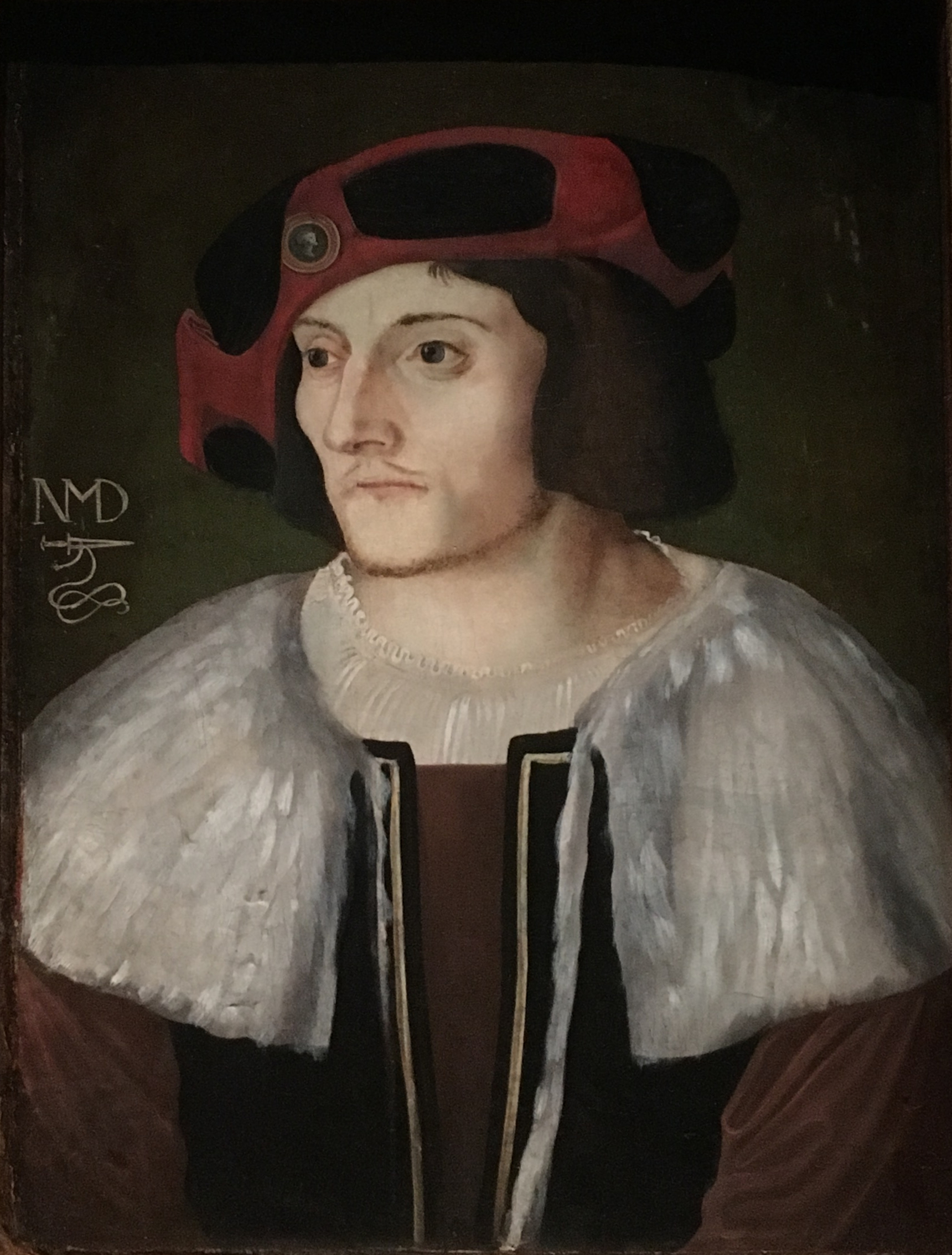
Niklaus Manuel
(1484-1530)

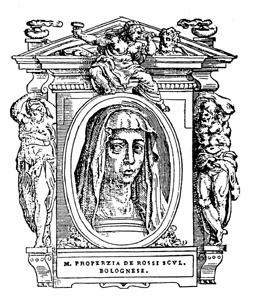
Properzia de' Rossi
(1490-1530)

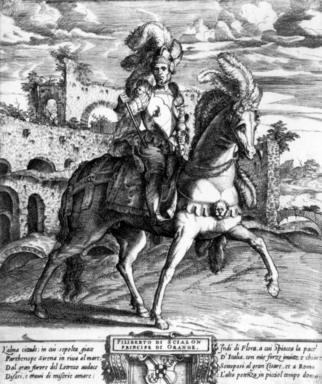
Philibert de Châlon
(1502-1530)

  - 02 de Janeiro - Stefana Quinzani, religiosa dominicana italiana (n. 1457).
  - 10 de Janeiro - Bérenger de Roquefeuil, barão e reformador do Castelo de Bonaguil (n. 1448).
  - 27 de Janeiro - Augustin Bader, líder batista alemão e milenarista (n. 1495).
- Fevereiro
  - 07 de Fevereiro - Enrique de Cardona y Enríquez, cardeal e arcebispo católico espanhol (n. 1485).
  - 13 de Fevereiro - Eleanor Percy, Eleanor Percy ♂ c.1474 in Leconfield, Yorkshire, England ♀ 13.02.1530 (n. 1474).
  - 14 de Fevereiro - Tangaxuan II, último governante Tarasco (n. ?).
  - 24 de Fevereiro - Properzia de’ Rossi, escultora renascentista italiana (n. 1490).
- Março
  - 12 de Março - Wilhelm von Ortenburg, filho de Sebastian I. von Ortenburg (1434-1490) (n. 1483).
- Abril
  - 01 de Abril - Henrik Krummedike, político e comandante militar dinamarquês (n. 1464).
  - 11 de Abril - Pietro de Cardona, abade espanhol e arcebispo de Tarragona (n. ?).
  - 18 de Abril - Franciscus Lambertus, François Lambert d'Avignon, reformador francês (n. 1487).
  - 20 de Abril - Jacob Ceratinus, filólogo e professor de grego (n. ?).
  - 30 de Abril - Erasmus Jacobus Hornensis, Jakob Ceratinus, humanista flamengo, Autor da obra: Dictionarius graecus" (1524) (n. ?).
  - 30 de Abril - Niklaus Manuel, dramaturgo e reformador suíço (n. 1482).
- Maio
  - 04 de Maio - Niklas II., Conde de Salm, militar austríaco (n. 1459).
  - 05 de Maio - Amico da Venafro, condottiero italiano (n. ?).
  - 08 de Maio - István Báthory VII, comandante militar e Palatino da Hungria (n. 1477).
  - 29 de Maio - Hans Luder, Hans Luther', pai do reformador alemão Martinho Lutero (n. 1459).
- Junho
  - 04 de Junho - Massimiliano Sforza, Duque de Milão (n. 1493).
  - 05 de Junho - Mercurino Gattinara, jurista, humanista e cardeal italiano (n. iano).
  - 06 de Junho - Bonifacio IV Paleólogo, Marquês de Monferrato (n. 1512).
  - 07 de Junho - Johannes Parisiensus, Jean Perréal, Jehan de Paris arquiteto e pintor renascentista francês (n. 1460).
  - 10 de Junho - Conrad Noricus, Conrad Tockler, médico, matemático e reitor da Universidade de Leipzig (n. 1470).
  - 28 de Junho - Arnt von Aich, livreiro alemão (n. 1474).
  - 28 de Junho - Margarethe, Princesa de Anhalt, também conhecida como Margarethe de Münsterberg, casada com Ernst, Príncipe de Anhalt (1474–1516) (n. 1473).
- Agosto
  - 02 de Agosto - Kanō Masanobu, 狩野 正信, pintor japonês (n. 1434).
  - 03 de Agosto - Francesco Ferrucci, condottiero italiano e capitão de Florença (n. 1489).
  - 03 de Agosto - Philibert de Châlon, Príncipe de Orange e vice-rei de Nápolis (n. 1502).
  - 06 de Agosto - Jacopo Sannazaro, poeta e humanista italiano (n. 1456).
  - 10 de Agosto - Konstanty Ivanovich Ostrogski, em russo, Константин Иванович Острожский, general e comandante militar lituano (n. 1460).
  - 21 de Agosto - Agnes Stoffel, esposa de Johannes König (1486-1535), Reitor da Universidade de Tübingen (n. 1480).
  - 28 de Agosto - Gerold Edlibach, cronista e político alemão (n. 1454).
  - 29 de Agosto - Moisés, Príncipe da Valáquia, desde janeiro ou março de 1529 até sua morte em combate na Batalha de Viişoara (n. ?).
- Setembro
  - 09 de Setembro - Gerlach IV, Conde de Isenburg-Grenzau (n. 1460).
  - 11 de Setembro - Bramantino, Bartolomeo Suardi, pintor e arquiteto italiano (n. 1465).
  - 16 de Setembro - Quentin Matsys, pintor flamengo (n. 1466).
  - 29 de Setembro - Andrea del Sarto, pintor italiano (n. 1486).
- Outubro
  - Jan Černý, em latim Niger de Praga , teólogo e médico tcheco (n. 1456).
  - 02 de Outubro - Hermann, Conde de Neuenahr, humanista, teólogo, naturalista e Chanceler da Universidade de Colônia (n. 1482).
  - 08 de Outubro - Jacob II, Conde de Hoorne (n. 1450).
  - 10 de Outubro - Thomas Grey, 2º Marquês de Dorset (n. 1477).
  - 20 de Outubro - Hermann, Conde de Neuenahr, O Velho, teólogo e chanceler da Universidade de Colônia (n. 1491).
  - 22 de Outubro - Guilherme, Duque da Bavária, filho de Guilherme IV, O Constante, Duque da Bavária (1493-1550) (n. 1529).
- Novembro
  - 11 de Novembro - Girolamo Balbi, Hieronymus Balbus, humanista e bispo italiano (n. 1450).
  - 24 de Novembro - Berengario da Carpi, médico e pedagogo italiano (n. 1466).
  - 29 de Novembro - Thomas Wolsey, arcebispo de York, cardeal e chanceler de Henrique VIII (n. 1471).
- Dezembro
  - 01 de Dezembro - Margarete da Áustria, Duquesa de Savóia (n. 1480).
  - 13 de Dezembro - Everwijn II, Conde de Bentheim, chefe de estado da Frísia (n. 1461).
  - 22 de Dezembro - Willibald Pirckheimer, humanista alemão (n. 1470).
  - 26 de Dezembro - Mohammed Babur Khan, primeiro imperador mogol (n. 1483).

Datas Incompletas
- - Joana, a Beltraneja, princesa de Castela. (n. 1462)
  - Frei Nuno Cão, religioso português.
  - 3º capitão do Funchal, Simão Gonçalves da Câmara, o Magnífico. (n. 1460).

## Por tema
- 1530 no Brasil